# WEEI
WEEI est une station de radio américaine d'information sportive basée à Boston, dans le Massachusetts et appartenant aux groupes Entercom (en) et The Walt Disney Company. Elle diffuse ses programmes sur la fréquence 850 kHz AM.